# Beyoncé Pulse
Pulse é a terceira fragrância promovida por Beyoncé Knowles. Foi criada por Bruno Jovanovic e Loc Dong da "IFF" , e aprovada por Beyoncé Knowles. Lançada em 2011 com o slogan Feel the Power, Pulse vem em um frasco de cabeça para baixo cromado e azul, dobrado ordenadamente em uma caixa holográfica, inspirada no estilo de Beyoncé em suas performances. É composto por notas de flor de pêra, peônia, floração da meia-noite de jasmim, baunilha de Madagascar, e orquídea bluebird.
O comercial para a fragrância foi dirigido por Jake Nava , e apresenta uma versão instrumental da música "Run the World (Girls)" de seu álbum 4. O Lionel Gasperini foi o responsável pela fotografia impressa dos anúncios da fragrância. A fragrância foi um sucesso comercial e de crítica, em alusão a isso recebeu prêmios importantes, como o Excellence In Holography Awards para Best Applied Decorative Product e três indicações ao FiFi Awards que é considerado o Óscar dos perfumes, incluindo Fragrance of the Year.

## Informação
A fragrância que foi desenvolvida por Beyoncé foi lançada em setembro de 2011 pela empresa de cosméticos "Coty Beauty" e é composta por pêra, flor, peônia, floração a meia-noite de jasmim, baunilha de Madagascar e pela primeira vez em uma fragrância, orquídea bluebird. A fragrância vem em uma garrafa de cabeça para baixo cromo e azul, nitidamente dobrado dentro de uma caixa holográfica em que algumas partes foram inspiradas em trajes de suas apresentações. Beyoncé contou com a ajuda nasal de Bruno Jovanovic.
Beyoncé comentou sobre a fragrância:
| “ | Pulse é uma fragrância que você pode usar o tempo todo (...) Eu amo a ideia de um perfume de assinatura que permite que uma mulher deixar a sua marca por onde passa, então eu sempre tento fazer o meu perfume apropriado para qualquer ocasião. | ” |

## Divulgação
O lançamento de "Pulse" será apoiada com substancial de vendas globais integradas, atividades de marketing e vários movimentos nas redes sociais como o Facebook e Twitter incluindo uma campanha dinâmica com comercial de TV estrelado por Beyoncé, a ser apresentado em mais de 60 países. O comercial para a TV foi dirigido por Jake Nava o mesmo criador do comercial de seu perfume anterior "Heat" e do videoclipe "Single Ladies (Put A Ring On It)". Os anúncios na TV começaram a ser transmitidos em agosto 2011. O fotógrafo responsável pela arte visual impressa da fragrância foi Lionel Gasperini.
No dia 27 de julho de 2011 foi promovido um evendo nas lojas de departamentos Macy's no Brooklyn em Nova York para comemorar o lançamento do perfume Pulse de Beyoncé. O evento contou com stands com amostras do perfume, onde o visitantes poderiam desfrutar com várias atrações inclindo um DJ tocando as músicas da cantora, com comida e bebida. Beyoncé no dia 29 de julho de 2011 durante uma entrevista no programa "Late Night with Jimmy Fallon" da rede NBC distribuiu para toda a plateia frascos do perfume Pulse gratuitamente. Em agosto do mesmo ano a Sony Music gravadora de Beyoncé organizou uma promoção sorteando 7 frascos de Pulse.
Em 21 de setembro de 2011, Beyoncé lançou a fragrância na loja PH-D em "Dream Downtown", Nova York. No dia seguinte, a fragrância também foi lançado na loja Macy's no Herald Square, em Nova York. Na ocasião, Beyoncé cumprimentou e tirou votos com as primeiras 500 pessoas que compraram o conjunto de fragrâncias, que acompanhava Heat, e Heat Rush". No mesmo dia, ela também foi entrevista pela Associated Press, explicando o que faz Pulse diferente das outras:
| “ | [Pulse] é muito fresco. Isso é tudo sobre citros, mas também tem baunilha na parte de trás. É importante para mim por uma fragrância que não apenas o cheiro como uma coisa. Acho que as mulheres são interessantes e eu não gosto para você ser como, 'Ok, isso cheira a isso.' Eu gosto para que seja algo assinatura e algo que traz à tona a sua beleza interior e sua confiança e faz você se sentir como se você deixar uma impressão duradoura em alguém. | ” |

## Recepção

### Avaliação da crítica
O site Rap-Up descreveu a fragrância como "elétrica". Nakisha Williams da rede de televisão e entretenimento BET elogiou a fragrância, afirmando que "mesmo que a fragrância sendo anunciado como poderosa e eletrizante, ela sai como um perfume cítrico-floral fresco".

### Atribuição de prêmios
A fragrância Pulse recebeu prêmios importantes. Em 2011 venceu o Excellence In Holography Awards para Best Applied Decorative Product. No ano seguinte recebeu três indicações ao FiFi Awards que é considerado o Óscar dos perfumes, nas categorias Fragrance of the Year, Packaging of the Year e Consumer Choice Award.

## Produtos
Existem outras versões de Pulse incluindo uma loção para o corpo, com preço variando entre $24.00-$59.00 dólares. Em setembro de 2011 foi lançado o Kit Pulse Gift Set, contendo duas versões de perfume e duas loções de corpo, numa caixa holográfica por 152.50 reais.
- 3.4-oz. Eau de Parfum Spray
- 1.7-oz. Eau de Parfum Spray
- 6.7-oz. Body Lotion
- KIT Pulse Gift Set
  - 3,4-oz. Eau de Parfum
  - 0,5-oz. Eau de Parfum
  - 2.5 oz. Body Lotion
  - 2.5-oz. Shower Gel

## Prêmios
| Ano  | Cerimônia                       | Categoria                       | Resultado |
| ---- | ------------------------------- | ------------------------------- | --------- |
| 2011 | Excellence In Holography Awards | Best Applied Decorative Product | Venceu    |
| 2012 | FiFi Awards                     | Fragrance of the Year           | Indicado  |
| 2012 | FiFi Awards                     | Packaging of the Year           | Indicado  |
| 2012 | FiFi Awards                     | Consumer Choice Award           | Indicado  |

## Pulse Summer Edition
Pulse Summer Edition é uma re-edição da terceira fragrância por Beyoncé Knowles, Pulse criada por ela mesma com Bruno Jovanovic e Loc Dong da "IFF". Seu slogan é Life is a flirt. O perfume vem em um frasco de cabeça para baixo cromado e rosa, dobrado ordenadamente em uma caixa holográfica também rosa, inspirada no estilo de Beyoncé em suas performances. É composto por notas de mandarim espumante gelado, peras com notas de pimenta rosa, Ginger Orchid, Jasmine e Flores da Tunísia Orange, Sapphire madeiras, Musk e benjoim.

### Produtos
- Eau de Parfum 100 ml / 3.4 oz.
- Eau de Parfum 50 ml / 1.7 oz.